# 몬테모로 고개
몬테모로 고개(독일어: Monte-Moro-Pass, 독일어: it Passo del Monte Moro[*])는 스위스와 이탈리아의 국경에 위치한 해발 2,853m의 알프스 고개이다. 스위스 발레주의 자스-알마겔과 이탈리아 피에몬테주의 베르바노쿠시오오솔라도 마쿠냐가를 연결한다. 고개는 몬테모로 기슭에 있다.
역사적으로 몬테모로는 자스 계곡과 마쿠냐가 계곡 사이를 가로지르는 중요한 경계이다. 그것은 트레일로 가로지르며 몬테로사 둘레길에서 가장 높은 고개 중 하나이다.